# Huun-Huur-Tu
Huun-Huur-Tu (in russo Хуун-Хуур-Ту?, Chuun-Chuur-Tu; in tuvano Хүн Хүртү?, Khün Khürtü) è un gruppo musicale russo originario della repubblica di Tuva.
Uno degli elementi distintivi della loro musica è l'utilizzo della tecnica del canto armonico (in inglese: throat singing), nel quale il cantante, sfruttando le risonanze che si creano nel tratto vocale che si trova tra le corde vocali e la bocca, emette contemporaneamente la nota e l'armonico relativo (detto anche ipertono, in inglese: overtone), il cui timbro può ricordare quello di un flauto.
Altro elemento peculiare è l'utilizzo, da parte del gruppo, di strumenti tradizionali come l'igil, il byzaanchi, il khomuz, il doshpuluur, il tuyug.

## Storia
Il quartetto di musica xöömej Kungurtuk è stato fondato nel 1992 da Kaigal-ool Khovalyg, dai fratelli Alexander e Sayan Bapa, ed Al'bert Kuvezin. Non molto tempo dopo, il gruppo ha cambiato nome in Huun-Huur-Tu. L'ambito musicale si ritrova nella musica tradizionale tuvana, un genere che rappresenta spesso situazioni di vita legate alla steppa ed ai cavalli.
Il loro primo album, 60 Horses in My Herd, è stato pubblicato nel 1993. Esso è stato registrato in studio a Londra e Mill Valley (California). Alla fine delle registrazioni, Kuvezin abbandonò il gruppo per fondare gli Yat-Kha, più orientati verso la musica rock. Kuvezin è stato sostituito da Anatoli Kuular, che aveva avuto una precedente esperienza con Khovalyg e Kongar-ool Ondar come membro della Tuva Ensemble. La nuova formazione ha registrato l'album The Orphan's Lament a New York e Mosca, pubblicato nel 1994.
Nel 1995, Alexander Bapa, che aveva prodotto i primi due album, abbandonò il gruppo per dedicarsi completamente alla carriera di produttore. È stato sostituito da Alexei Saryglar, già membro dell'orchestra di stato russa Siberian Souvenir. Seguì un terzo album, If I'd Been Born An Eagle, registrato nei Paesi Bassi, nel 1997. In questa occasione, in aggiunta alla musica tradizionale, il gruppo ha eseguito alcune canzoni tuvane contemporanee.
All'inizio del 1999, il gruppo ha pubblicato il suo quarto lavoro, Where Young Grass Grows. Per la prima volta in un loro album compaiono strumenti non tuvani, quali l'arpa, il tabla, le scottish smallpipe (suonate da Martyn Bennett) ed il sintetizzatore. Sull'album compaiono anche due estratti da registrazioni di Kaigal-ool ed Anatoli che cantano mentre cavalcano nella steppa tuvana.
Gli Huun-Huur-Tu hanno partecipato nel 2000 all'evento musicale organizzato dalla BBC, esibendosi nelle canzoni di apertura e chiusura del programma. L'anno successivo hanno realizzato il loro primo album dal vivo.
Nel 2003, Kuular lasciò la formazione ed è stato sostituito da Andrey Mongush, un insegnante di strumenti tuvani e xöömej di grande esperienza.
Una loro canzone dal titolo "Tuvan Internationale" è stata inserita nella colonna sonora del film giapponese "Dororo" del 2007.

## Discografia
- 1993 – 60 Horses in My Herd
- 1994 – The Orphan's Lament
- 1997 – If I'd Been Born An Eagle
- 1999 – Where Young Grass Grows
- 2001 – Live 1
- 2001 – Live 2
- 2001 – Best * Live
- 2003 – More Live
- 2003 – Spirits from Tuva (antologia)
- 2004 – Altai Sayan Tandy-Uula
- 2008 – Mother-Earth! Father-Sky!
- 2009 – Eternal

Con The Bulgarian Voices Angelite:
- 1996 – Fly, Fly My Sadness
- 1998 – Mountain Tale